# سی آیل سیتی (نیوجرسی)
سی آیل سیتی (به انگلیسی: Sea Isle City) شهری در ایالت نیوجرسی کشور ایالات متحده آمریکا است که جمعیت آن در سرشماری سال ۲۰۱۰ میلادی، ۲٬۱۱۴ نفر بوده‌است.